# Ilfeld
Ilfeld – dzielnica gminy Harztor w Niemczech, w kraju związkowym Turyngia, w powiecie Nordhausen, siedziba wspólnoty administracyjnej Hohnstein/Südharz. Do 31 grudnia 2011 była to samodzielna gmina.
W miejscowości znajduje się zabytkowy kościół St.-Georg-Marien.

## Współpraca
Miejscowości partnerskie:
- Niedernhausen, Hesja
- Wilrijk, Belgia